# A BEST 2
『A BEST 2』（エー・ベスト・ツー）は、浜崎あゆみの一連のベスト・アルバムの総称。以下の2タイトルが2007年2月28日にavex traxより同時発売された。タイトルの頭文字の「A」はロゴ表記。
- A BEST 2 -BLACK-
- A BEST 2 -WHITE-

## 概要
ベストアルバムとしては、2001年の『A BEST』から6年振り、2003年の『A BALLADS』から4年振りに発売された。2001年から2005年にリリースされたシングル、アルバムの楽曲から選ばれ、『A BEST 2 -WHITE-』には明るい系の楽曲を中心に、『A BEST 2 -BLACK-』は切ない系の楽曲を中心にそれぞれ分けて収録された。本作ではCCCDでリリースされた楽曲が多く収録されており、シングル曲の多くがCD-DA化された。しかし、25thシングル「Daybreak」、30thシングル「forgiveness」、38thシングル「Bold & Delicious/Pride」は収録されていない。また、2006年に発表された楽曲もベストアルバムの選曲対象とはなっていない。
どちらも「CDのみ」「CD＋2DVD」の2形態（BLACK、WHITEともあわせると計4形態、全てジャケットは異なる）で発売。両作品ともDVDには1枚目にビデオクリップ集、2枚目にはカウントダウンライブ「ayumi hamasaki BEST of COUNTDOWN LIVE 2006-2007 A」（BLACKにはドキュメンタリー、WHITEにはライブ本編）を収録。「CD＋2DVD」の初回盤はスリーブケース＋カラーケース仕様 (WHITEのみアナザージャッケット付)、「CDのみ」の初回盤はカラートレイ仕様。また、本作以降はレンタル盤もCD-DA仕様となった。
『A BEST』『A BALLADS』で行ったセルフカバーやリミックスを一切行わず、全曲オリジナルのまま収録され、リマスタリングも施されている。
2月15日、本作品の発売を記念した特設サイトがオープンした（：現在は封鎖されている）。2作品の発売に合わせて、普段はほとんど出ることのないバラエティ番組・トーク番組にも出演し、発売当日には朝から夕方まで3局6番組に生出演するという大がかりな宣伝を行った。『A BEST 2』仕様のプロモーション大型トラックが都内を走った。
オリコンデイリーチャートでは、『BLACK』が初日、1位を獲得した（2位は『WHITE』）。2日目以降では、順位が入れ替わり『WHITE』が1位を獲得（2位は『BLACK』）。ウィークリーチャートにおいても『WHITE』が1位・『BLACK』が2位となった。オリコン週間総合チャートで女性アーティストによる1・2位は、1970年の藤圭子以来37年ぶりの記録となった（初登場での1・2位独占に関しては史上初）。2枚合わせ、142万枚も売り上げた。

## A BEST 2 -BLACK-
『A BEST 2 -BLACK-』（エー・ベスト・ツー ブラック）は、日本の歌手・浜崎あゆみのベスト・アルバム。

### 解説
切ない系の楽曲を中心にセレクトされた14曲と、PanasonicCMソングとしてオンエアされている新曲「part of Me」との全15曲を収録。さらに、シークレットトラックとして「Memorial address (take 2 version)」も収録されており実質16曲。
DVD1には、ベスト・ビデオクリップ集としてCD収録曲のビデオクリップを収録。「HANABI」「NEVER EVER」については、PVが存在しないため、それぞれCM用プロモーションクリップが収録された。
DVD2には、2006年12月30日・12月31日に行われた"ayumi hamasaki BEST of COUNTDOWN LIVE 2006-2007 A"のメイキングやリハーサルシーン、さらに浜崎へのインタビューほかカウントダウンライブ完成までの裏側に密着したという90分のドキュメンタリー映像を収録。

### 収録曲

#### DISC1(CD) /PLAYBUTTION
全曲作詞：ayumi hamasaki
1. Dearest [5:33]
作曲: CREA + D･A･I / 編曲: Naoto Suzuki
24thシングル
2. CAROLS [5:30]
作曲: Tomoya Kinoshita / 編曲: CMJK
34thシングル
3. No way to say [4:45]
作曲: BOUNCEBACK / 編曲: HΛL
31stシングル
4. HANABI [4:54]
作曲: CREA + D･A･I / 編曲: CMJK
27thシングル「H」収録曲
5. walking proud [5:15]
作曲: Tetsuya Yukumi / 編曲: HIKARI
6thアルバム『MY STORY』収録曲
6. Free & Easy [4:59]
作曲: CREA + D･A･I / 編曲: HΛL
26thシングル
7. Endless sorrow [5:29]
作曲: CREA / 編曲: CMJK + Junichi Matsuda
22ndシングル
オリジナルとしてはアルバム初収録。
8. Because of You [5:21]
作曲: BOUNCEBACK / 編曲: HΛL
1stミニアルバム『Memorial address』収録曲
9. About You [3:58]
作曲: Kazuhito Kikuchi / 編曲: tasuku
6thアルバム『MY STORY』収録曲
10. GAME [4:13]
作曲: BOUNCEBACK / 編曲: HΛL
33rdシングル『INSPIRE』のカップリング
11. is this LOVE? [4:51]
作曲: Miki Watanabe / 編曲: HΛL
35thシングル
12. HANABI ～episode II～ [4:55]
作曲: CREA + D･A･I / 編曲: tasuku
29thシングル『&』収録曲
13. NEVER EVER [4:42]
作曲: CREA / 編曲: CHOKKAKU
21stシングル
14. HEAVEN [4:18]
作曲: Kazuhito Kikuchi / 編曲: Yuta Nakano & KZB
37thシングル
15. part of Me [8:20]
作曲：Tetsuya Yukumi / 編曲：HΛL
Panasonic LUMIX FX30 CMソング
  - Memorial address (take 2 version) [3:57] ※Secret Track

作曲：Tetsuya Yukumi / 編曲：tasuku
1stミニアルバム『Memorial address』表題曲
「part of Me」終了後、しばらく経つと流れる。

#### DISC2(DVD)
A BEST Clips -BLACK-
1. Dearest
2. CAROLS
3. No way to say
4. walking proud
5. Free & Easy
6. Endless sorrow
7. Because of You
8. About You
9. GAME
10. is this LOVE?
11. HANABI ～episode II～
12. NEVER EVER (promotional clip)
13. HEAVEN
14. part of Me
15. 27th single「H」TV-CM

- 約65分・映像アスペクト比4:3・リニアPCMステレオ音声

#### DISC3(Documentary DVD)
Documentary Film of COUNTDOWN LIVE 2006-2007 A
- 約90分・映像アスペクト比16:9・ドルビーデジタルステレオ音声

## A BEST 2 -WHITE-
『A BEST 2 -WHITE-』（エー・ベスト・ツー ホワイト）は、日本の歌手・浜崎あゆみのベスト・アルバム。

### 解説
明るい系の楽曲を中心にセレクトされた全15曲を収録。こちらには新曲やシークレットトラックは一切収録されていない。
DVD1には、ベスト・ビデオクリップ集として「A Song is born」を除いたCD収録曲のビデオクリップを収録。「A Song is born」のビデオクリップは製作されていない（KEIKOとデュエットしたバージョンのプロモーションクリップは存在するが本作には収録されていない）。「independent」「July 1st」「UNITE!」は、PVが存在しないため、CM用プロモーションクリップが収録された。
DVD2には、2006年12月30日・12月31日に行われた"ayumi hamasaki BEST of COUNTDOWN LIVE 2006-2007 A"のライブ本編・アンコール映像をノーカット収録。

### 収録曲

#### DISC1(CD) / PLAYBUTTON
全曲作詞：ayumi hamasaki
1. evolution [4:42]
作曲: CREA / 編曲: HΛL
20thシングル
2. Greatful days [4:39]
作曲: BOUNCEBACK / 編曲: HΛL
29thシングル「&」収録曲
3. independent [4:58]
作曲: CREA+D・A・I / 編曲: tasuku
27thシングル「H」収録曲
完全なオリジナルはアルバム初収録。
4. Humming 7/4 [4:25]
作曲: CREA / 編曲: kotaro Kubota
6thアルバム『MY STORY』収録曲
5. UNITE! [5:00]
作曲: CREA / 編曲: HΛL
23rdシングル
6. Real me [5:26]
作曲: D・A・I / 編曲: CMJK
5thアルバム『RAINBOW』収録曲
7. my name's WOMEN [5:40]
作曲: BOUNCEBACK / 編曲: HΛL
6thアルバム『MY STORY』収録曲
8. ourselves [4:33]
作曲: BOUNCEBACK / 編曲: CMJK
29thシングル「&」収録曲
9. INSPIRE [4:33]
作曲: Tetsuya Yukumi / 編曲: HΛL
33rdシングル
10. STEP you [4:25]
作曲: Kazuhiro Hara / 編曲: CMJK
35thシングル
11. July 1st [4:21]
作曲: CREA+D・A・I / 編曲: tasuku
27thシングル「H」収録曲
12. fairyland [5:17]
作曲: tasuku / 編曲: HΛL
36thシングル
13. Voyage [5:06]
作曲: CREA+D・A・I / 編曲: Ken Shima
28thシングル
14. Moments [5:30]
作曲: Tetsuya Yukumi / 編曲: HIKARI
32ndシングル
15. A Song is born [6:18]
作曲・編曲: Tetsuya Komuro
4thアルバム『I am...』収録曲

#### DISC2(DVD)
A BEST Clips -WHITE-
1. evolution
2. Greatful days
3. Humming 7/4
4. UNITE! (promotional clip)
5. Real me
6. my name's WOMEN
7. ourselves
8. INSPIRE
9. STEP you
10. fairyland
11. Voyage
12. Moments
13. 27th single「H」TV-CM

- 約60分・映像アスペクト比4:3・リニアPCMステレオ音声

#### DISC3(LIVE DVD)
LIVE DVD「ayumi hamasaki BEST of COUNTDOWN LIVE 2006-2007 A」
1. Not yet
2. ourselves
3. Fly high
4. Beautiful Fighters
5. NEVER EVER
6. A Song for ××
7. No way to say
8. Free & Easy
9. evolution
10. flower garden
11. until that Day...
12. AUDIENCE
13. Boys & Girls

-encore-
1. Trauma
2. independent
3. Humming 7/4
4. BLUE BIRD

- 約120分・映像アスペクト比16:9・リニアPCMステレオ／ドルビーデジタル5.1ch音声

## 「part of Me」収録ライブ映像
- 『ayumi hamasaki ASIA TOUR 2007 A 〜Tour of Secret〜』
  - 『ayumi hamasaki BEST LIVE BOX A』(A BEST 2 -BLACK- TRACK LIST LIVE)
- 『ayumi hamasaki 〜POWER of MUSIC〜 2011 A LIMITED EDITION』
- 『ayumi hamasaki COUNTDOWN LIVE 2013-2014 A』
- 『ayumi hamasaki 21st anniversary -POWER of A^3-』

### 公式
- ayumi hamasaki「A BEST 2」SPECIAL SITE
- BLACK／WHITE - DISCOGRAPHY

### その他
- United World Chart
- HMV Hong Kong Asian Chart
- HMV Hong Kong Japanese Chart
- g-music charts
- Korea montly charts